# Nicholas Bartlett Pearce
Nicolas Bartlett Pearce (communément connu comme N. Bart Pearce) (20 juillet 1828 – 8 mars 1894) est un brigadier général des troupes de l'État de l'Arkansas, au cours de la guerre de Sécession. Il dirige une brigade d'infanterie dans l'une des premières batailles du théâtre du trans-Mississippi de la guerre avant de servir en tant que commissaire dans l'armée des États confédérés pour le reste de la guerre.

## Avant la guerre
Pearce naît dans le comté de Caldwell, au Kentucky, fils d'Allen et Mary (Polly) Morse Pearce. Il étudie au Cumberland College dans le Kentucky avant sa nomination à l'académie militaire de West Point. Il est diplômé de West Point en 1850, vingt-sixième dans une promotion de quarante-quatre cadets. Il est nommé second lieutenant dans le 7th U.S. Infantry et  est stationné dans l'Arkansas et le territoire indien pendant la plupart de sa carrière dans l'armée des États-Unis de carrière. En mars 1858, il démissionne pour rejoindre le commerce de son beau-père à Osage Mills, dans l'Arkansas. Pearce est élu et sert brièvement comme colonel du régiment de la milice du comté de Benton.

## Guerre de Sécession
Malgré l'opposition bruyante de Pearce à la sécession, en mai 1861, la convention de sécession de l'Arkansas nomme Pearce en tant que brigadier général et lui confie le commandement de la première division (ouest) de la milice de l'État. Il prend le commandement du fort Smith en juin, après la remise en service du poste abandonné de l'armée américaine par les Confédérés. Le brigadier général Pearce assume le commandement de la première division (ouest) et a les unités suivantes sous son commandement direct :
3rd Regiment, Arkansas State Troops, (régiment de Gratiot)
4th Regiment, Arkansas State Troops, (régiment de Walker)
5th Regiment, Arkansas State Troops, (régiment de Dockery)
1st Cavalry Regiment, Arkansas State Troops (régiment de Carrols)
Pulaski Light Artillery, (batterie de Woodruff).
Fort Smith Artillery, (batterie de Ried)
Le brigadier général Pearce, qui vit dans le comté de Benton, établit les quartiers généraux  de la première division de l'armée provisoire de l'Arkansas, au camp Walker à Maysville. Ainsi, quand une armée de l'Union commence à opérer autour de Springfield dans le sud-ouest du Missouri, les troupes de l'État de Pearce sont à proximité. Les troupes de Pearce qui sont considérées comme une brigade des troupes de l'État dans les comptes-rendus officiels de la bataille, comptabilise 2 234 hommes. Pearce accepte de collaborer avec le brigadier général Benjamin McCulloch et sa force de près de 8000 autres soldats de plusieurs commandements, pour former une force importante et marche immédiatement vers Springfield. Le 10 août 1861, le brigadier général Nathaniel Lyon, le commandant énergique des troupes de l'Union dans le Missouri, attaque les confédérés.
La bataille de Wilson's Creek met un arrêt brusque et peu glorieux lorsque le commandant de l'Union est tué. Sans leader et en infériorité numérique, à un contre cinq, les tuniques bleues fuient le champ de bataille. Les troupes de l'Arkansas jouent un rôle dans la victoire de la bataille, mais payent un lourd tribut à celle-ci. Deux unités de l'Arkansas subissent de très lourdes pertes. Le 1st Arkansas Mounted Rifles du colonel Thomas J. Churchill comptabilise 42 tués et 155 blessés sur 600 hommes. Le 3rd Arkansas Infantry, States Troops du colonel John Gratiot subissent 109 victimes dont 25 tués sur une force de 500 hommes.
Le commandement bref et controversé de Pearce se termine peu de temps après la bataille, quand, en août, les autorités de l'Arkansas tentent de transférer sa brigade dans le service confédéré. Les troupes de Pearce sont interrogées pour savoir si elles veulent être transférées au commandement confédéré comme organisé avant la bataille. Le brigadier général Pearce fait activement campagne contre l'entrée dans l'armée des États confédérés. Les sources diffèrent sur le nombre de troupes de l'État de l'Arkansas qui acceptent le transfert. Il semble que peu sont prêts à continuer le service. Plusieurs unités signent des pétitions demandant que le général Pearce soit autorisé à rester au commandement. À la fin du mois de septembre 1861, toutes les troupes de l'État organisées sont transférées dans le commandement de la Confédération ou quittent le service de l'État.
Du 13 décembre 1861 jusqu'à la fin de la guerre, Pearce sert comme commandant dans le département du commissariat confédéré en Arkansas, dans le territoire indien, et au Texas. Le 21 juin 1865, il est libéré sur parole à Houston, au Texas. Il part ensuite à Washington, D.C. et obtient un pardon de la part du président Andrew Johnson.

## Après-guerre
Pearce retourne à Osage Mills en 1867 pour reconstruire sa maison, son usine et son magasin. En 1872, il part pour enseigner les mathématiques à l'université de l'Arkansas, démissionnant de ce poste en 1874, et retournant à Osage Mills. De 1870 à 1884, il est employé par un grossiste de Kansas City. Plus tard, il part au Texas pour la santé de sa femme et travaille comme inspecteur foncier.
N. Bart Pearce meurt à Dallas, au Texas, le 8 mars 1894, dans la maison de sa belle-fille. Il est enterré à Whitesboro (Texas).